# Achtung Liebe
Achtung Liebe war eine österreichische Popband aus Wien. Sie setzte sich aus Roman Danksagmüller und Sue Lachmayr zusammen. 2012 wurde das Popprojekt Achtung Liebe, nach Doppel-Gold- und Platin-Auszeichnungen, aufgelöst.

## Geschichte
1999 gründeten Sue Lachmayr und Roman Danksagmüller gemeinsam das Popduo. Bekannt wurden sie durch ihr Album Toni Walk On – 9 aus dem Jahr 2006, auf dem der österreichischen Fußballspieler Toni Polster singt, aber auch durch ihren Sommerhit Yassas (2005). Ihre Musik war von der Dialektwelle des Austropop beeinflusst. Außerdem schaffte es der Titel Summer in Wien unter die Top-10-Sommerhits von Radio Wien. Das Duo schrieb auch Songs für andere Künstler, wie z. B. den Song More für Louie Austen, der von Christian Eigner (Schlagzeuger von Depeche Mode) sehr erfolgreich remixed wurde.
2008 erschien ein zweites Album mit Polster: 12 Meistertitel. 2010 schrieben Achtung Liebe den Song, Jam Jam Chili Chili für die ORF-Serie Der wilde Gärtner von und mit Roland Düringer. 2011 erschien das dritte Album Jetzt!. Im September 2011 absolvierte die Band eine Tour durch Deutschland. Im Sommer 2012 löste sich die Band auf. Den Grund der Auflösung gab die Band nicht bekannt.
Gemeinsam produzieren sie weiterhin unter Pseudonymen, wie etwa SuRiRoh, Musik für TV, Werbung und andere Künstler. Roman Danksagmüller ist auch aktiv als Autor. Sein erstes Buch Alles Gut in Wien erschien 2021, Echte Wiener Weihnachts´gschichten im Jahr 2022.

## Diskografie

### Alben
- 2006: Toni Walk On – 9 (mit Toni Polster)
- 2008: 12 Meistertitel (mit Toni Polster)
- 2011: Jetzt!

### Singles
- 2002: Our Song - Thunder
- 2003: Up
- 2004: Forever and Longer
- 2005: Yassas (Arkasa)
- 2006: Toni, Walk On (mit Toni Polster)
- 2007: Summer in Wien
- 2008: I werd narrisch (mit Edi Finger jun.)
- 2011: Siga Siga – Don’t Worry (featuring Manolo)
- 2011: Ein Song